# Варшава, Борис Ефимович
Борис Ефимович Варшава (1900 — июль 1927) — советский психолог, сотрудник и соавтор Л. С. Выготского

## Биография
Вырос в семье ремесленника, детство и раннюю юность провел в Сибири. Учился на педологическом отделении II Московского государственного университета, затем в аспирантуре Государственного института экспериментальной психологии.

## Научная работа
Проводил работу по экспериментальныму исследованию внушения, а также по методологии и систематизации научной терминологии.

Мы привыкли измерять тяжесть потери тех, кто вместе с нами шёл и трудился, мерой достигнутого ими, сделанного, завершенного. И это верно. Но верно и обратное: измерять тем, что осталось неосуществлённым. Эта мера будет велика, если мы приложим её к смерти Бориса Ефимовича Варшава. То, что ему представляло сделать, неизмеримо больше того, что он успел сделать. Мера того, что он призван был осуществить и что осталось неосуществлённым, огромнее меры его достижений. В этом истинный трагизм его смерти. Л. С. Выготский (1931)